# 結城亮一
結城 亮一（ゆうき りょういち、1937年1月8日 - ）は、日本の作家。
山形県生まれ。國學院大學文学部国文科卒。日本大学山形高等学校の教諭をしながら、執筆活動を続けた。1966年に『マタニティ・ドレス』で山新文学賞を受賞。
日本初の歌謡曲歌手とされる佐藤千夜子の生涯を描いた『あヽ東京行進曲』が1977年、NHKの朝の連続テレビ小説『いちばん星』（宮内婦貴子脚本）の原作となった。

## 著書
- 『あ丶東京行進曲』河出書房新社　1976　のち文庫
- 『トイレの灰皿 随筆集』あうん社　1988
- 『あの夏の日々 わが青春の山稜 山岳紀行』大風印刷 (印刷)　2001
- 『山鳩 小説』大風茂吉　2007
- 『翠松の丘 宮内高校人脈物語』山口久止　2008
- 『千夜子レクイエム 歌手第1号佐藤千夜子の取材秘話 TVと舞台劇30年間の衝撃裏面史 千夜子百科』大風印刷出版部　2011

## 参考
- 『文藝年鑑2009』